# Isabel Bocskai
Isabel Bocskai de Kismarja (en húngaro: Bocskai Erzsébet) (1550 – Gyulafehérvár, 15 de febrero de 1581) noble húngara, esposa del regente Cristóbal Báthory de Transilvania. Posteriormente su hermano menor se convirtió en el Príncipe Esteban Bocskai de Transilvania.

## Biografía
Isabel nació como hija del húngaro Jorge Bocskai y su esposa Cristina Sulyok en 1550. El hermano menor de Isabel, Esteban Bocskai, era una personalidad influyente en Transilvania en esa época, así que se arregló el matrimonio de la joven con el capitán de la ciudad de Várad, Cristóbal Báthory, en 1571. El hermano mayor de Cristóbal era Esteban Báthory, quien se había convertido en Príncipe de Transilvania el 14 de marzo de 1571 tras la muerte de Juan Segismundo Szapolyai. Varios años después, en 1576 Esteban Báthory fue elegido como Rey de Polonia, tras lo cual abandonó Transilvania, pero sin renunciar al título de Príncipe transilvano. Entonces, mudó la sede de Transilvania a Cracovia y lo dirigió desde allá dejando a su hermano mayor Cristóbal Báthory como regente en el Principado húngaro.
Isabel Bocskai fue una entusiasta partidaria del protestantismo y lo promovió en Transilvania tanto como pudo. Patrocinó con grandes cantidades de dinero la publicación de la Biblia de Gáspár Károli en idioma húngaro. Del matrimonio con Cristóbal, Isabel tuvo cuatro hijos y una hija. Entre sus hijos, el mayor fue Segismundo Báthory, quien posteriormente alcanzó el título de Príncipe de Transilvania a la muerte de Esteban Báthory. Por otra parte, su hija Griselda Báthory (+1590) se casó con el canciller real Jan Zamoyski. 
Isabel Bocskai murió el 15 de febrero de 1581 en Gyulafehérvár y fue enterrada en la catedral de la ciudad. Su esposo Cristóbal falleció varios meses después de ella el 27 de mayo. Puesto que Esteban Báthory seguía gobernando Polonia, era necesario un nuevo regente en Transilvania, y para mantener la continuidad familiar, la asamblea eligió al hijo de Cristóbal e Isabel, Segismundo Báthory, de 9 años de edad en mayo de 1581. Desde luego los asuntos de Estado fueron coordinados por su tío Esteban Bocskai, quien actuaba en nombre de Esteban Báthory.